# Maxwell-Beziehung
Die Maxwell-Beziehungen oder Maxwell-Relationen der Thermodynamik (nach dem Physiker James Clerk Maxwell) stellen wichtige Zusammenhänge zwischen verschiedenen Zustandsgrößen her.

## Aussage
Die maxwellschen Beziehungen erlauben es, Änderungen von Zustandsgrößen (z. B. Temperatur T oder Entropie S) als Änderungen anderer Zustandsgrößen (z. B. Druck p oder Volumen V) auszudrücken:
{\displaystyle \left({\frac {\partial T}{\partial V}}\right)_{S}=-\left({\frac {\partial p}{\partial S}}\right)_{V};\qquad \left({\frac {\partial T}{\partial p}}\right)_{S}=\left({\frac {\partial V}{\partial S}}\right)_{p}}
{\displaystyle \left({\frac {\partial V}{\partial T}}\right)_{p}=-\left({\frac {\partial S}{\partial p}}\right)_{T};\qquad \left({\frac {\partial p}{\partial T}}\right)_{V}=\left({\frac {\partial S}{\partial V}}\right)_{T}}

### Exemplarische Herleitung
Die Beziehungen können hergeleitet werden, indem man die charakteristischen Funktionen (totalen Differentiale) der Zustandsfunktionen Innere Energie U, Enthalpie H, Freie Energie F und Freie Enthalpie G betrachtet.
Beispielsweise ist das totale Differential der inneren Energie U, abhängig von Entropie S und Volumen V:
{\displaystyle {\begin{aligned}\mathrm {d} U(S,V)&=T\mathrm {d} S-p\mathrm {d} V\\&=\left({\frac {\partial U}{\partial S}}\right)_{V}\mathrm {d} S+\left({\frac {\partial U}{\partial V}}\right)_{S}\mathrm {d} V\end{aligned}}}
Setzt man eine hinreichend glatte Funktion für U voraus, so sagt der Satz von Schwarz aus, dass
{\displaystyle \left({\frac {\partial T}{\partial V}}\right)_{S}=\left({\frac {\partial }{\partial V}}\left({\frac {\partial U}{\partial S}}\right)_{V}\right)_{S}=\left({\frac {\partial }{\partial S}}\left({\frac {\partial U}{\partial V}}\right)_{S}\right)_{V}=-\left({\frac {\partial p}{\partial S}}\right)_{V}}.
Dies ist die erste Maxwell-Beziehung.

### Guggenheim-Schema

Guggenheim-Quadrat

Zum praktischen Arbeiten kann man das sogenannte Guggenheim-Quadrat benutzen. Hieraus erhält man alle oben genannten Maxwell-Relationen.
Man findet die Relation, indem man aus den Ecken einer (horizontalen oder vertikalen) Seite des Schemas zwei Variablen abliest, damit eine Seite der Maxwellgleichung formuliert und die andere Seite der Gleichung aus der gegenüberliegenden Seite in gleicher Weise entnimmt.
Zum Beispiel entnimmt man {\displaystyle S} und {\displaystyle p}, woraus der Ausdruck {\displaystyle \mathrm {d} S/\mathrm {d} p} folgt. Gegenüber liegen dann {\displaystyle V} und {\displaystyle T}, was zum Ausdruck {\displaystyle \mathrm {d} V/\mathrm {d} T} führt. Differentialquotienten, die sowohl {\displaystyle S} als auch {\displaystyle p} enthalten, erhalten ein negatives Vorzeichen, da beide (!) Symbole an der Kante mit dem Minuszeichen liegen (in o. g. Beispiel {\displaystyle -(\mathrm {d} S/\mathrm {d} p)=(\mathrm {d} V/\mathrm {d} T)}). Die konstant gehaltene Variable einer Seite ist stets im Nenner der anderen Seite wiederzufinden.
Merksprüche für das Quadrat finden sich unter: Guggenheim-Quadrat (Merksprüche)

## Allgemeine Maxwell-Relation
Ist eine Funktion z(x,y) nach dem Satz über die implizite Funktion an einer Stelle eindeutig sowohl nach x als auch nach y auflösbar, so lässt sich unter anderem zeigen, dass 
{\displaystyle {\frac {\partial x}{\partial y}}{\frac {\partial y}{\partial z}}{\frac {\partial z}{\partial x}}=-1}.
Um dies zu zeigen, setzt man mit den totalen Differentialen der Funktionen z und x an.
{\displaystyle \mathrm {d} z=\left({\frac {\partial z}{\partial x}}\right)_{y}\mathrm {d} x+\left({\frac {\partial z}{\partial y}}\right)_{x}\mathrm {d} y}
{\displaystyle \mathrm {d} x=\left({\frac {\partial x}{\partial z}}\right)_{y}\mathrm {d} z+\left({\frac {\partial x}{\partial y}}\right)_{z}\mathrm {d} y}
Einsetzen ergibt
{\displaystyle \mathrm {d} z=\left({\frac {\partial z}{\partial x}}\right)_{y}\left(\left({\frac {\partial x}{\partial z}}\right)_{y}\mathrm {d} z+\left({\frac {\partial x}{\partial y}}\right)_{z}\mathrm {d} y\right)+\left({\frac {\partial z}{\partial y}}\right)_{x}\mathrm {d} y}
Die partiellen Differentiale können gekürzt werden, falls die festgehaltenen Variablen dieselben sind.
{\displaystyle \mathrm {d} z=\mathrm {d} z+\left({\frac {\partial z}{\partial x}}\right)_{y}\left({\frac {\partial x}{\partial y}}\right)_{z}\mathrm {d} y+\left({\frac {\partial z}{\partial y}}\right)_{x}\mathrm {d} y}
{\displaystyle -\left({\frac {\partial z}{\partial y}}\right)_{x}=\left({\frac {\partial z}{\partial x}}\right)_{y}\left({\frac {\partial x}{\partial y}}\right)_{z}}
{\displaystyle -1=\left({\frac {\partial x}{\partial y}}\right)_{z}\left({\frac {\partial y}{\partial z}}\right)_{x}\left({\frac {\partial z}{\partial x}}\right)_{y}}